# فلور ملور
فلور ملور (انگلیسی: Fleur Mellor؛ زادهٔ ۱۳ ژوئیهٔ ۱۹۳۶) دونده اهل استرالیا است.
وی در مسابقات کشوری و بین‌المللی در مجموع برندهٔ ۱ مدال طلا شده‌است. 